# Liběšice (Lounyi járás)
Liběšice település Csehországban, Lounyi járásban. Liběšice Zálužice, Tuchořice, Lipno, Žatec, Deštnice és Holedeč településekkel határos. Lakosainak száma 787 fő (2024. január 1.).

## Népesség
A település lakosságának változását az alábbi diagram mutatja:
| Lakosok száma | 2273 | 2334 | 2393 | 1113 | 793  | 639  | 749  | 742  | 765  | 787  |
|               | 1869 | 1890 | 1921 | 1950 | 1980 | 2001 | 2017 | 2019 | 2022 | 2024 |